# Фаянсы Сен-Поршера
Фаянсы Сен-Поршера, Фаянсы Генриха II, Посуда Уарона (фр. La faïence de Saint-Porchaire, faïence Henri II, la vaisselle d'Oiron) — уникальные изделия из керамики эпохи французского Ренессанса. Происхождение этих изделий из белой глины с печатным геометрическим декором обсуждается с XIX века, но до настоящего времени неясно. Производство этой глиняной посуды располагалось в Уароне, бывшей коммуне в департаменте Дё-Севр на западе Франции. Известно всего по разным источникам от 31 до 62 предметов этой керамики, изготовленных в период 1525—1565 годов. В наше время преимущественно используется название «фаянсовая посуда Сен-Поршера», несмотря на то, что именно в этом городе не были обнаружены образцы подобных изделий. Уникальные изделия Сен-Поршера хранятся в Музее декоративного искусства в Лувре в Париже, в Национальном музее эпохи Возрождения в замке Экуан, Метрополитен-музее в Нью-Йорке и в Санкт-Петербургском Эрмитаже.

## История открытия и производства
Первая публикация, посвящённая этим изделиям, датируется 1839 годом. В это время сведения о месте их производства уже были утеряны, и они были известны только под названием «Фаянсы Генриха II», поскольку на некоторых изделиях имеется королевская монограмма Генриха II.
«Фаянсы Сен-Поршера» привлекли всеобщее внимание на Всемирной выставке 1862 года в Лондоне, где были представлены 23 образца (из известных в то время 54-х) — чаши, солонки, «поильники» (biberons): изделия из тонкозернистой, почти белой глины, покрытые слоем прозрачной, цвета слоновой кости свинцовой глазури. Вначале предполагали, что первый предмет такого рода был изготовлен во Флоренции и отправлен французскому королю Генриху II в подарок. Однако подобные изделия возникли ещё до царствования Генриха II (1547—1559). «В истории керамики они представляют единственное в своём роде явление без начала и конца, между тем как их формы и техника декорировки, напоминающая ниелло, скорее говорят о том, что мы имеем дело с изобретением какого-нибудь златокузнеца… Внезапное исчезновение этих изделий также загадочно».
Историки Карл и Анри Деланж в 1847 году опубликовали предположение о том, что автором «фаянсов Генриха II» мог быть флорентийский мастер-керамист Джироламо из знаменитой семьи делла Роббиа, поскольку на одном предмете, кувшине из собрания Лувра, имеется монограмма: «G». Альфред Тентюрье также считал возможным итальянское происхождение изделий — возможно, мастерской итальянского ювелира и скульптора Бенвенуто Челлини, который в 1537 и в 1540—1545 годах работал во Франции (в Париже и Фонтенбло), либо его ученика Асканио.
Однако французские фаянсы отличаются от итальянской керамики оригинальным декором — оттиснутым на поверхности глины с помощью штампа мелким геометрическим узором, заполненным чёрной, красной, зелёной, синей либо коричневатой глиной. Такая технология действительно наводит на мысль о причастности к подобным изделиям гравёра по металлу или мастера тиснения по коже. В 1864 году французский археолог и историк искусства Бенжамен Фийон обнаружил происхождение этой глиняной посуды в Уароне, департаменте Дё-Севр. Фийон предположил, что такие изделия могли изготавливать в замке Уарон близ г. Тур, в исторической области Пуату (Poitou) на западе Франции, на полпути между Блуа и Ла-Рошелью. Владельцы замка — семья Гуфье — были близки двору Генриха II. В 1865 году Огюст Бернар выдвинул гипотезу о глиняной посуде, изготовленной Жоффруа Тори, парижским печатником, переплётчиком и гравёром. На некоторых изделиях присутствуют изображение саламандры — эмблемы французского короля Франциска I (1515—1547), монограмма дофина (наследника), будущего короля Генриха II, эмблема Дианы де Пуатье — герцогини Валентинуа (три полумесяца). Отсюда и появились названия: «фаянсы Генриха II» и «фаянсы Дианы де Пуатье».
В 1888 году Эдмон Боннаффе впервые связал эту глиняную посуду с деревней Сен-Поршер в Пуату (ныне район Брессюир), в долине р. Шаранта. Обнаружилось также, что ранее, в «Путеводителе по дорогам Франции», изданном в 1553 году, имелось следующее указание: «Сен-Поршер, прекрасная гончарная посуда».

## Художественные особенности изделий
Эти предметы считали королевской драгоценностью, поэтому они сохранились в относительно хорошем состоянии. Форма изделий нетипична для керамики, она отличается «металлическим» характером и усложнена лепными архитектоническими деталями: волютами, маскаронами, картушами, полуфигурами-гермами. Подобные мотивы встречаются в архитектуре и оформлении дворцовых интерьеров позднего французского Ренессанса и маньеризма, привнесённого во Францию итальянскими художниками школы Фонтенбло.
Самые поздние изделия с плетёным орнаментом близки по форме продукции лиможских эмальеров. Нерешённым остаётся вопрос о связи посуды Сен-Поршера с творчеством Бернара Палисси. В 1842 году эту гипотезу сформулировал Александр Броньяр. Недавние исследования показывают, что Бернар Палисси, возможно, использовал технику Сен-Поршера в своей парижской мастерской между 1565 и 1572 годами.
Основной качественной характеристикой фаянсов Сен-Поршера является белизна. Она необычна для производства керамики того времени, поскольку связана с присутствием в её составе каолина. Декор изделий, в отдельных случаях, демонстрирует не только итальянские, но и восточные влияния, в частности, мавританского или арабского искусства. Возможно, подобное влияние или даже заимствование осуществлялось посредством Венеции, поскольку схожие орнаменты присутствуют на венецианских книжных переплётах того времени. Заимствованные с Востока, они служили образцами для итальянских майоличистов.
В середине XIX века, в период историзма, художники и мастера-керамисты, в частности, английской фирмы Томаса Минтона пытались воспроизводить «фаянсы Сен-Поршера», но особого успеха такие изделия не имели.

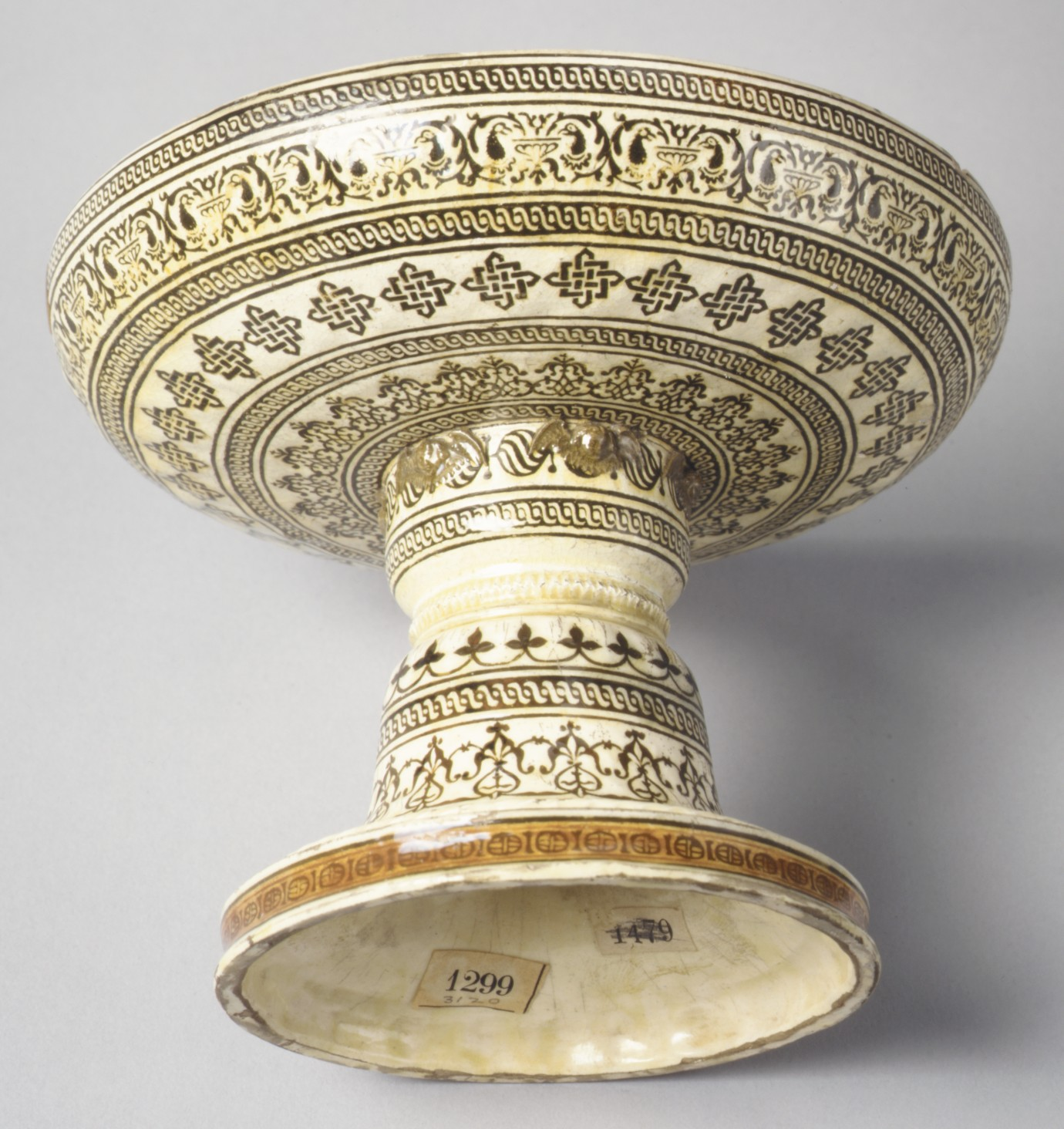
Чаша. Ок. 1555
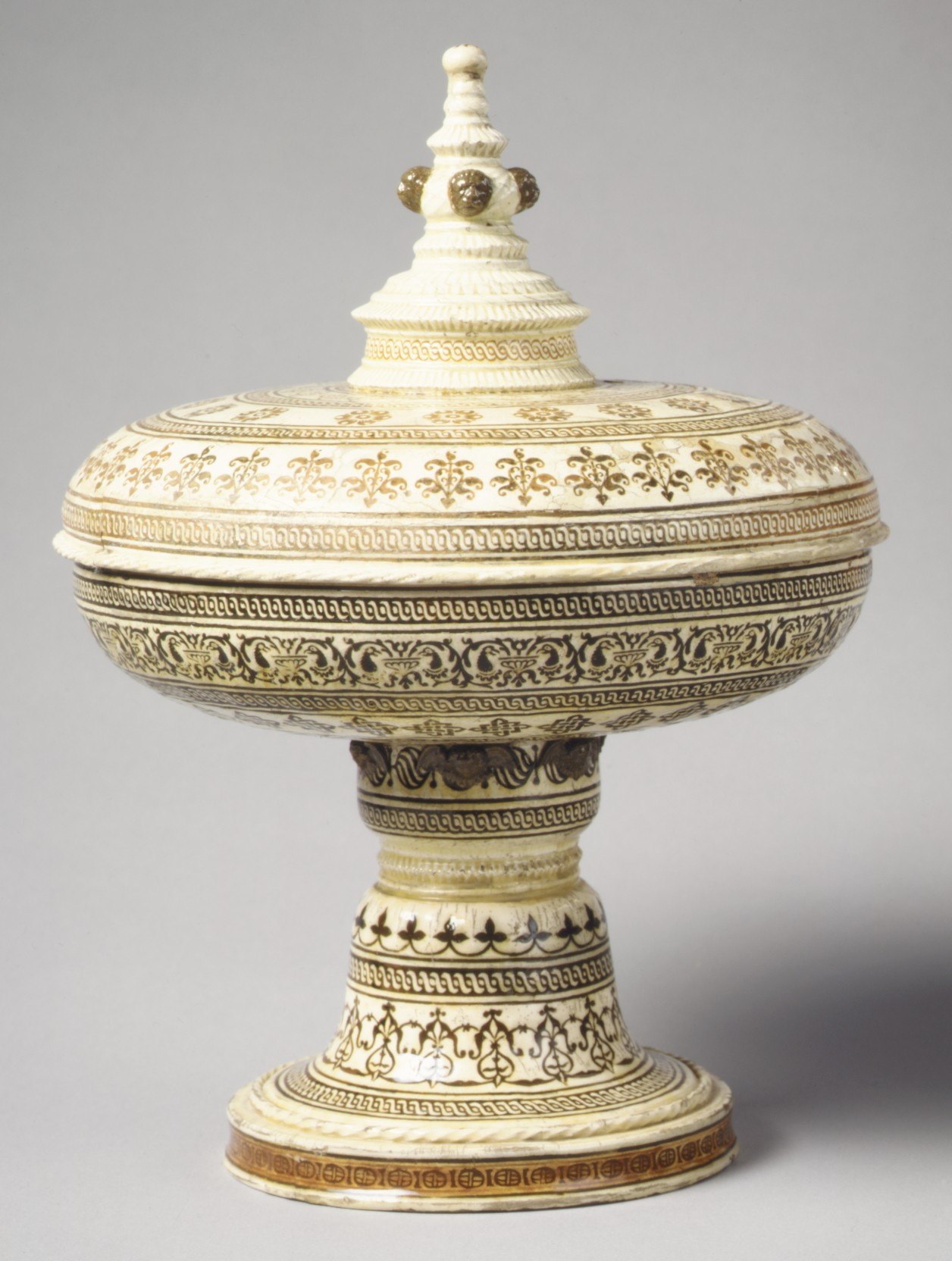
Чаша с крышкой
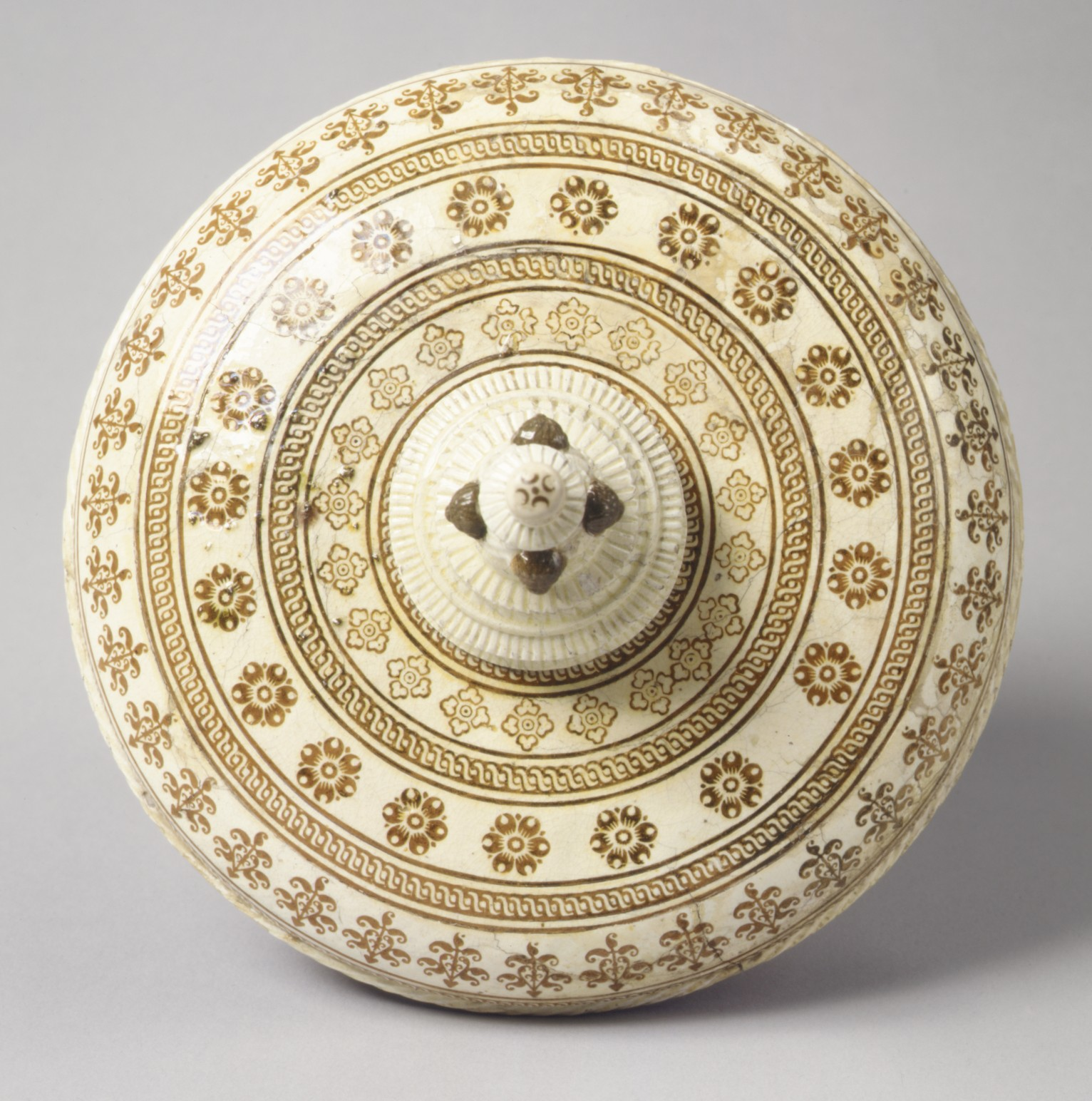
Крышка чаши
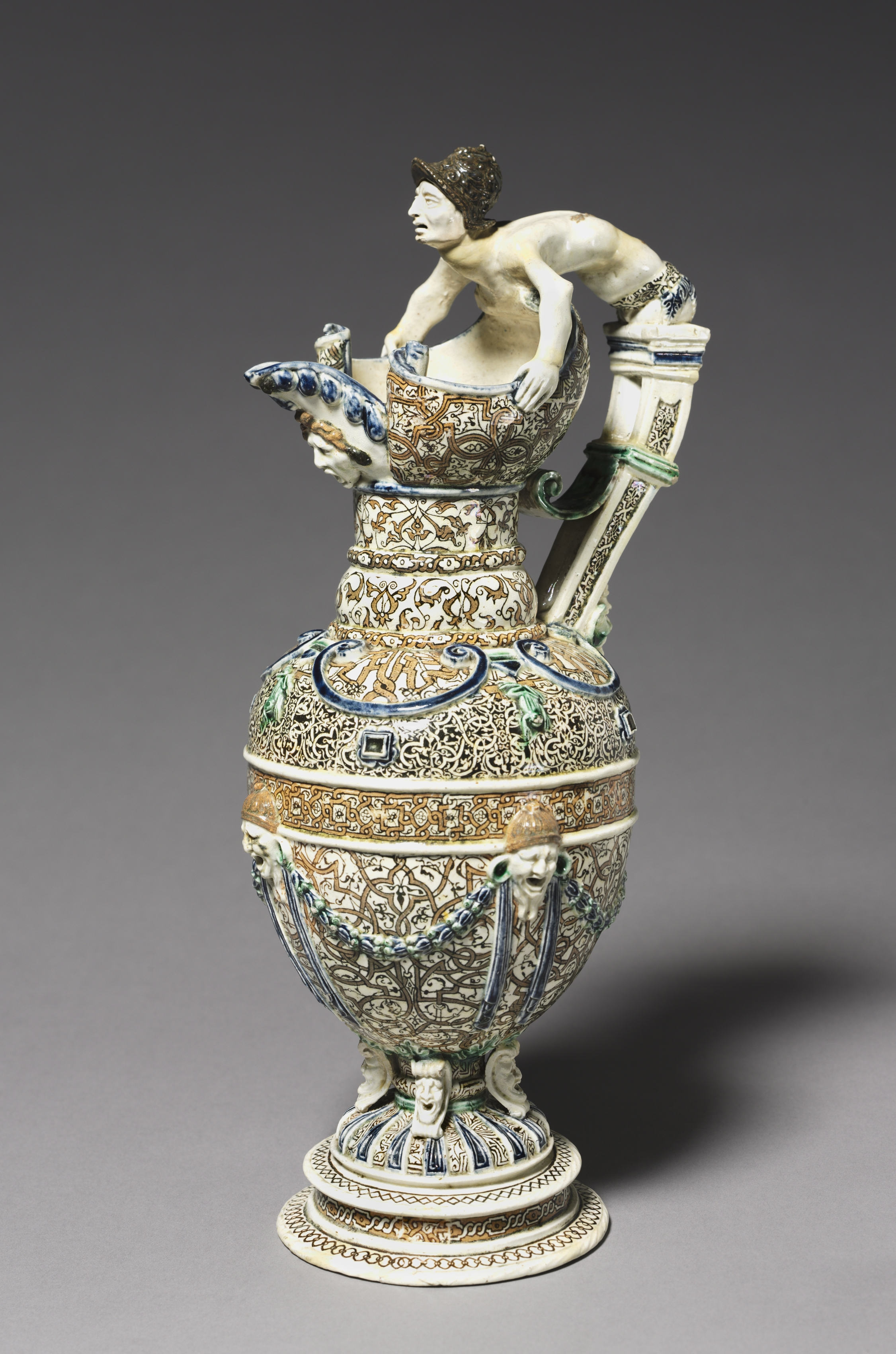
Кувшин. 1540
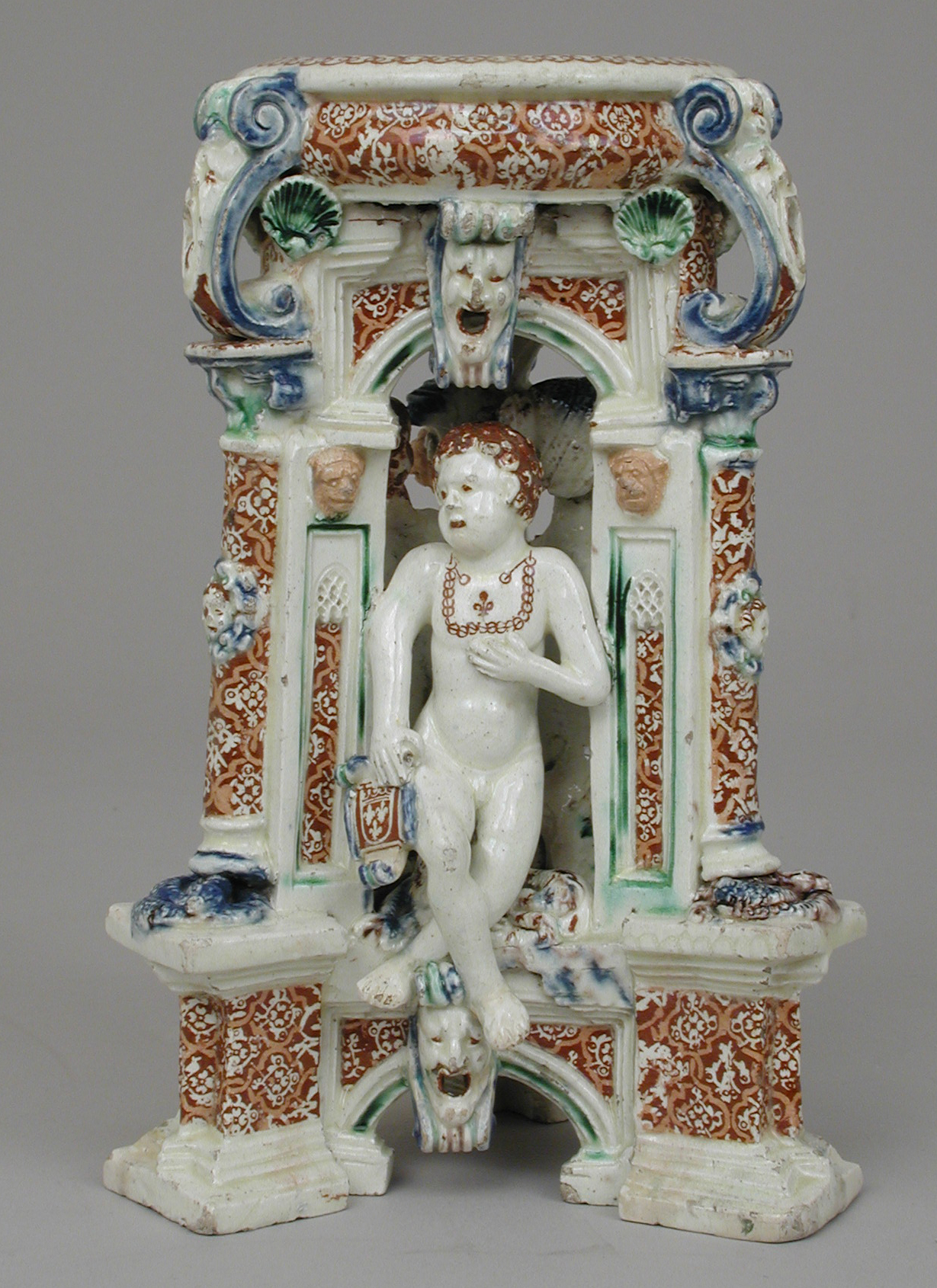
Солонка
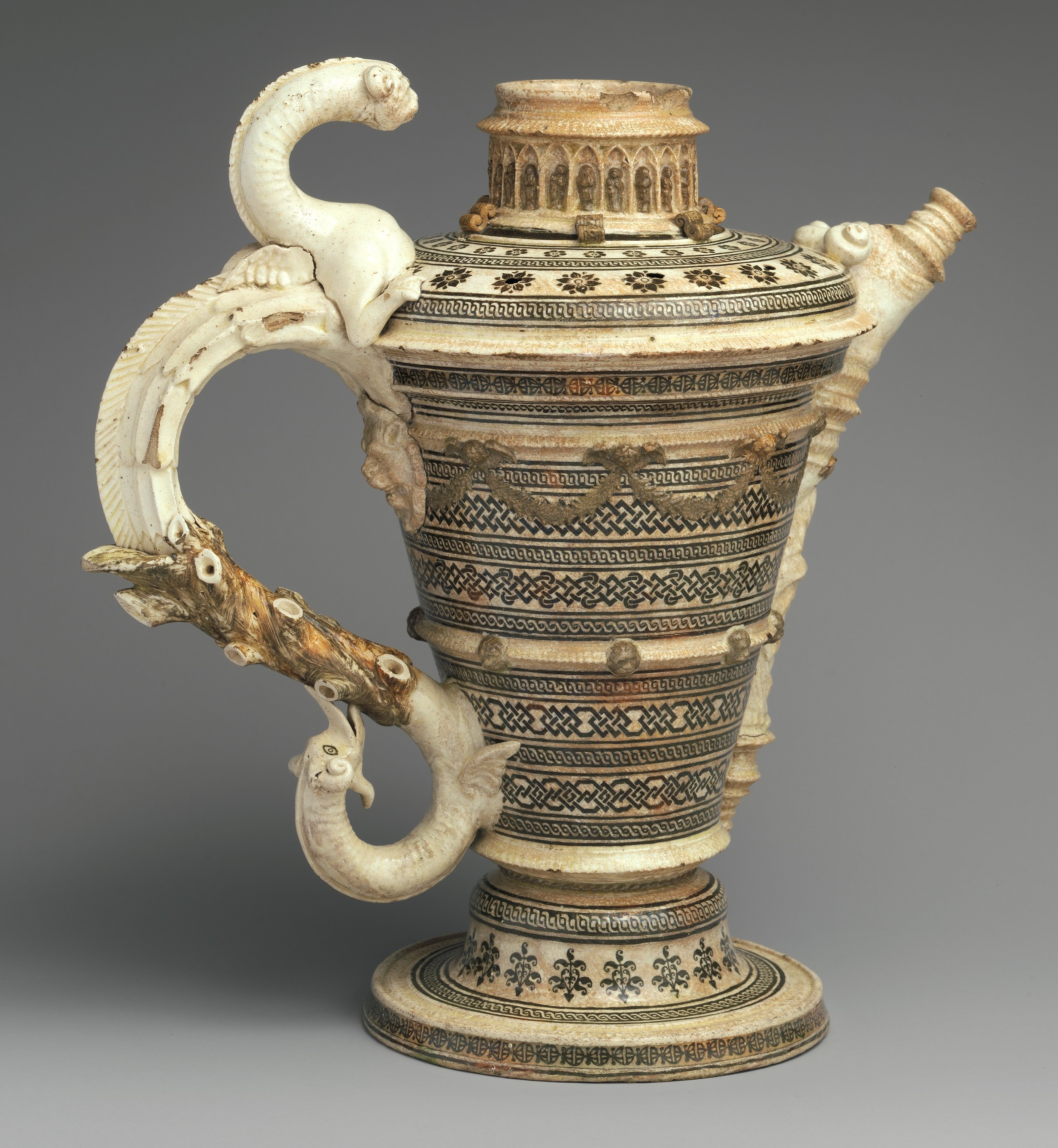
«Поильник». Ок. 1550
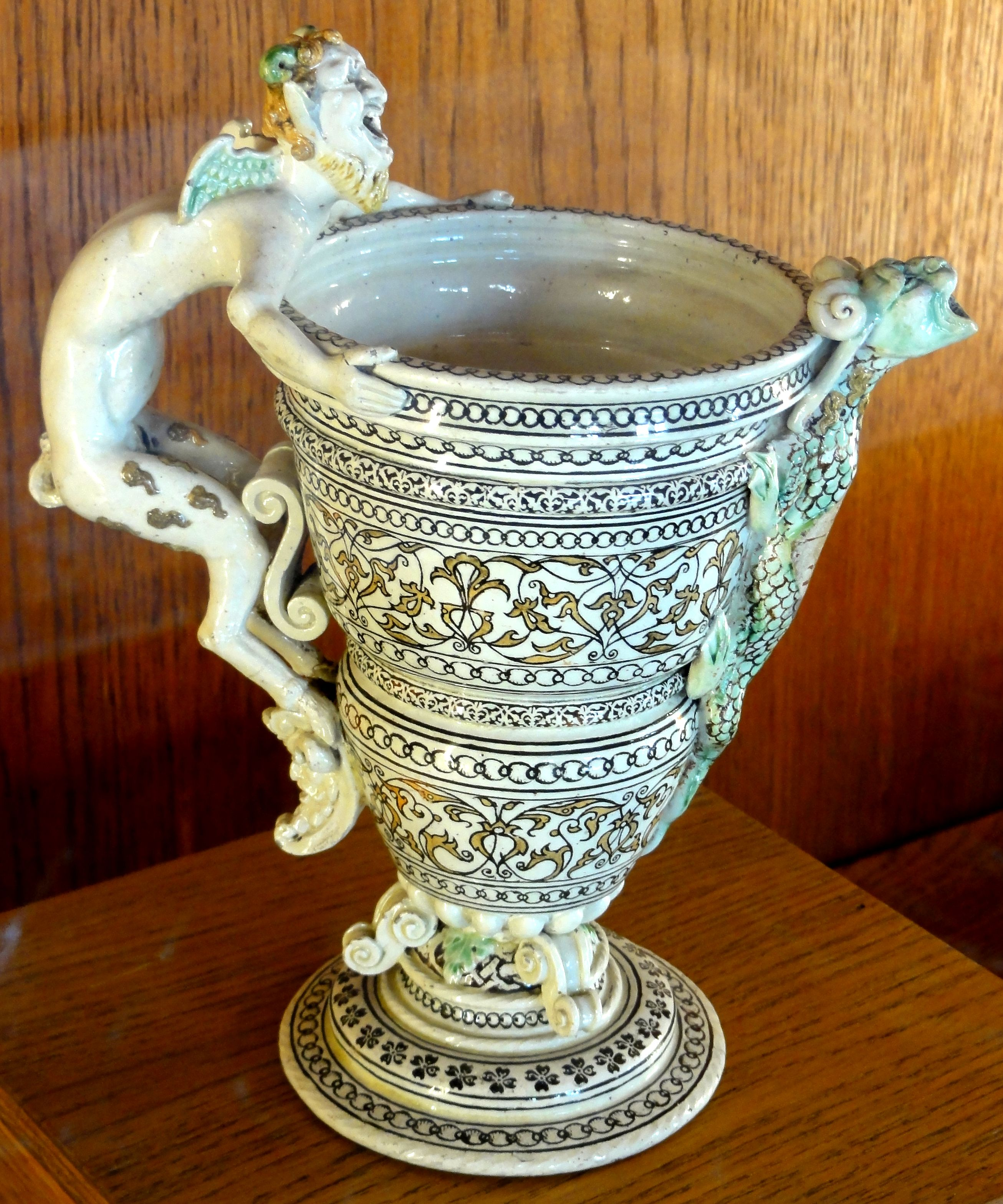
«Поильник». 1558

## Фаянсы Сен-Поршера в России
Уникальные образцы фаянсов Сен-Поршера вместе с другими изделиями французского средневекового и ренессансного искусства имелись в собрании выдающегося русского коллекционера Александра Петровича Базилевского в Париже. Они были приобретены с помощью друга и главного консультанта коллекционера Альфреда Дарселя. При распродаже коллекции в 1884 году стараниями государственного секретаря, выдающегося историка и мецената А. А. Половцова коллекция была приобретена императором Александром III. Ныне эти предметы экспонируются в Эрмитаже.